# Nueva Angulema

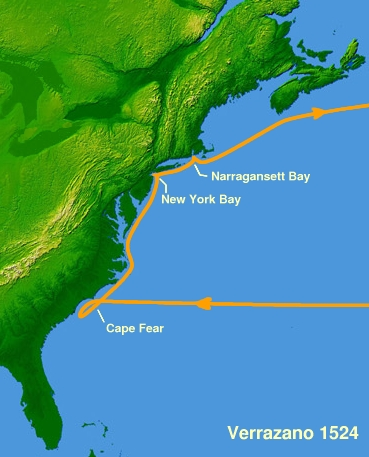
Viaje de Verrazano en 1524.

Nueva Angulema (en francés La Nouvelle-Angoulême o Terre d'Angoulême) es el nombre dado a la bahía formada por la desembocadura del Hudson por el navegante de origen florentino Giovanni da Verrazzano, cuando la descubrió en 1524 a bordo de la pequeña carabela La Dauphine.
Nombró este lugar, sitio actual de Nueva York, en honor a Francisco I (conde de Angulema de 1496 a 1515 y primer rey de la «rama» de los Valois-Angulema), por lo que exploró las «Indias».
Anclando en los barrios actuales de Brooklyn y Staten Island, fue el primero en conocer a los nativos americanos. Escribió un informe para el rey donde los describe así:

Cette race est la plus belle et la plus policée de celles que nous avons rencontrées au cours de cette campagne. Elle est plus grande que la nôtre […]. Leurs yeux sont noirs et vifs et leur physionomie douce et noble […]. Des autres parties de leur corps, je ne parlerai pas à Votre Majesté ; elles ont les proportions dignes de tout homme bien fait. Leurs femmes ont la même beauté la même élégance […]. Ils sont très généreux et donnent tout ce qu'ils ont. Nous nous sommes liés avec eux d'une grande amitié.

añadiendo igualmente que:

…ils vivent longtemps et sont rarement malades.

El territorio donde viven es descrito también como «el más grato que se pueda contar, apto a todos tipos de agriculturas: trigo, vino o aceite».
Verrazzano plantó la bandera del rey de Francia y se fue, sin una instalación duradera. Esta área permaneció inexplorada por los europeos durante varias décadas, siendo visitada ocasionalmente por comerciantes de pieles o exploradores, como Esteban Gómez en 1525.: 11–12  En 1609, el navegante inglés Henry Hudson entró en la bahía para encontrar un posible pasaje hacia el océano Pacífico y en 1624, los colonos neerlandeses se establecieron en la isla de Manhattan y bautizaron el lugar como Nueva Ámsterdam.